# ジェイムズ・ダレン
ジェイムズ・ダレン（James Darren, 1936年6月8日 - 2024年9月2日）は、アメリカの俳優である。テレビや映画への出演のほか、テレビディレクターや歌手としても活動している。本名はJames William Ercolani。

## 経歴
1936年6月8日、ペンシルベニア州フィラデルフィア生まれ。タレント・エージェントや配役の仕事をしていたジョイス・セルズニックに見出され、当初はアイドル活動をしていた。映画では1959年に『Gidget』にムーンドギー役で出演、テレビでもABCの人気番組『うちのママは世界一』にゲスト出演した。歌手としてもコルピックス・レコードから次々と作品を発表した。最大のヒットとなった『Goodbye Cruel World』（1961年）は100万枚以上を売り上げ、Billboard Hot 100では最高位3位を記録したほか、ゴールドディスクにもなった。1962年の『Her Royal Majesty』もBillboard Hot 100で6位を記録している。当時の映像つきジュークボックス「スコピトーン」でもダレンが歌う「Because You're Mine」が取り上げられた。
この時期の活動ぶりからときどき混同されるが、歌手のボビー・ダーリンとは無関係である。両者が取り違えられやすい要因として、名前や年代が似ており、どちらもアイドルとして芸能活動を始め、同じような歌を歌っていたことに加え、2人とも映画『Gidget』に関係していることが挙げられる。ジェイムズ・ダレンはこの映画で主役のギジェットを演じたサンドラ・ディーの恋人役を演じたのに対し、ボビー・ダーリンはディーの実生活での恋人で、後に結婚した。
第二次世界大戦を扱った1961年の映画『ナバロンの要塞』では従来とは異なる役に挑戦、それまでのイメージの打破を試みた。1964年のアニメーション映画『クマゴローの大冒険 ヨギ・ベア物語』ではヨギ・ベアが歌う劇中歌「Ven-e, Ven-o, Ven-a」の歌声を担当した。1965年には『原始家族フリントストーン』にジミー・ダロック(Jimmy Darrock)役で出演、歌と声を担当した。1966年から放送されたSFドラマ『タイムトンネル』では直情的な科学者トニー・ニューマンの役を演じて成功を収めた。
1970年代にはゲーム番組『Match Game』にパネリストとして出演した。
1983年から1986年まで、ダレンは警察を舞台としたテレビドラマ『パトカーアダム30』にジム・コリガン巡査役でレギュラー出演した。また『刑事ハンター』『特攻野郎Aチーム』といったアクション番組、『ビバリーヒルズ青春白書』『メルローズ・プレイス』といったドラマ番組ではディレクターを務めた。
1998年、『スタートレック:ディープ・スペース・ナイン』ではホログラムの歌手、ヴィック・フォンテーンを演じ、歌手としての人気を新たにした。劇中で使われた歌のほとんどはアルバム『This One's From the Heart』(1999)に再録された。このアルバムでは、フランク・シナトラとも親しいダレンがシナトラ風の歌唱を披露している。次作の『Because of You』では、トニー・ベネットについて同様の試みを行っている。
2024年9月2日にロサンゼルスの病院で死去。88歳没。

## 主な作品

### 音楽
| - 1959 "Gidget" (US #41) - 1959 "Angel Face" (US #47) - 1960 "Because They're Young" (UK #29) - 1961 "Goodbye Cruel World" (US #3, UK #28) - 1962 "Her Royal Majesty" (US #6, UK #36) - 1962 "Conscience" (US #11, UK #30) - 1962 "Mary's Little Lamb" (US #39) - 1962 "Hail to the Conquering Hero" (US #97) - 1963 "Pin a Medal on Joey" (US #54) - 1965 "Because You're Mine" (US AC #30) - 1967 "All" (US #35/US AC #5) - 1967 "Didn't We" (US AC #36) - 1977 "You Take My Heart Away" (US #52) | - 1960 James Darren No. 1 （2004年再発売） - 1961 Sings the Movies（『ヤング・ハワイ』関連商品） - 1962 Love Among the Young（2004年再発売） - 1962 Sings for All Sizes - 1963 Bye Bye Birdie（マーセルズ、ポール・ピーターセン、シェリー・フェブレーと） - 1963 Teenage Triangle（シェリー・フェブレー、ポール・ピーターセンと） - 1964 More Teenage Triangle（ポール・ピーターセン、シェリー・フェブレーと） - 1967 All（2005年再発売） - 1971 Mammy Blue - 1972 Love Songs from the Movies - 1994 The Best of James Darren - 1999 This One's from the Heart - 2001 Because of You Many compilation albums also exist. |

### 映画

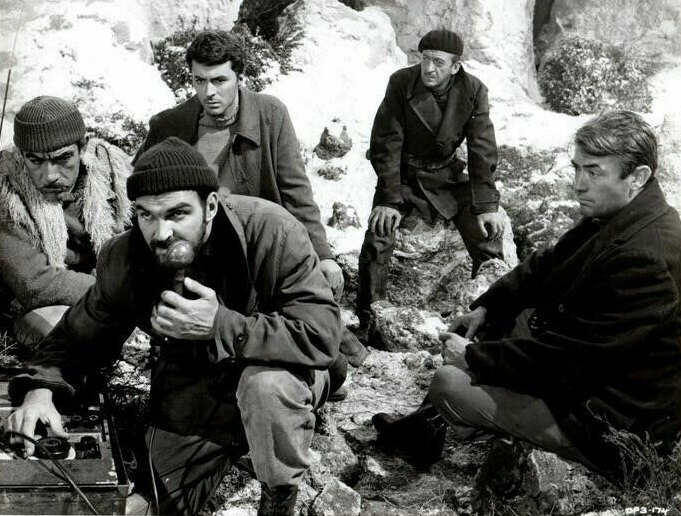
『ナバロンの要塞』（1961年）

- 波止場の鼠 Rumble on the Docks (1956)
- Operation Mad Ball (1957)
- The Brothers Rico (1957)
- 草原の野獣 Gunman's Walk (1958)
- Gidget (1959)
- The Gene Krupa Story (1959)
- Because They're Young (1960)
- 戦う若者たち All the Young Men (1960)
- 俺の墓標は立てるな Let No Man Write My Epitaph (1960)
- ヤング・ハワイ Gidget Goes Hawaiian (1961)
- ナバロンの要塞 The Guns of Navarone (1961)
- ダイアモンド・ヘッド Diamond Head (1963)
- Gidget Goes to Rome (1963)
- 若さでブッ飛ばせ! The Lively Set (1964)
- 踊れ!サーフィン For Those Who Think Young (1964)
- Venus in Furs (1969)
- Magic Tree House series
- ラッキー Lucky (2017)

### テレビ
- うちのママは世界一 The Donna Reed Show (1959)および(1961)
- 原始家族フリントストーン The Flintstones (1965) Jimmy Darrock役
- Shivaree (1965)
- 原子力潜水艦シービュー号 Voyage to the Bottom of the Sea 「The Mechanical Man」の回にゲスト出演
- タイムトンネル The Time Tunnel (1966–1967)トニーフィリップス役
- 女刑事ペパー Police Woman (1976) シーズン2のエピソード23/24「The Task Force」にRick Matteo役で出演
- Baa Baa Black Sheep (1977) シーズン1のエピソード12「The war biz warrior」にLt. Col. Rod Towers役で出演
- パトカーアダム30 T. J. Hooker (1982–1985)
- スタートレック:ディープ・スペース・ナイン Star Trek: Deep Space Nine (1998–1999)